# Onze-Lieve-Vrouw Geboortekerk (Oostrum)

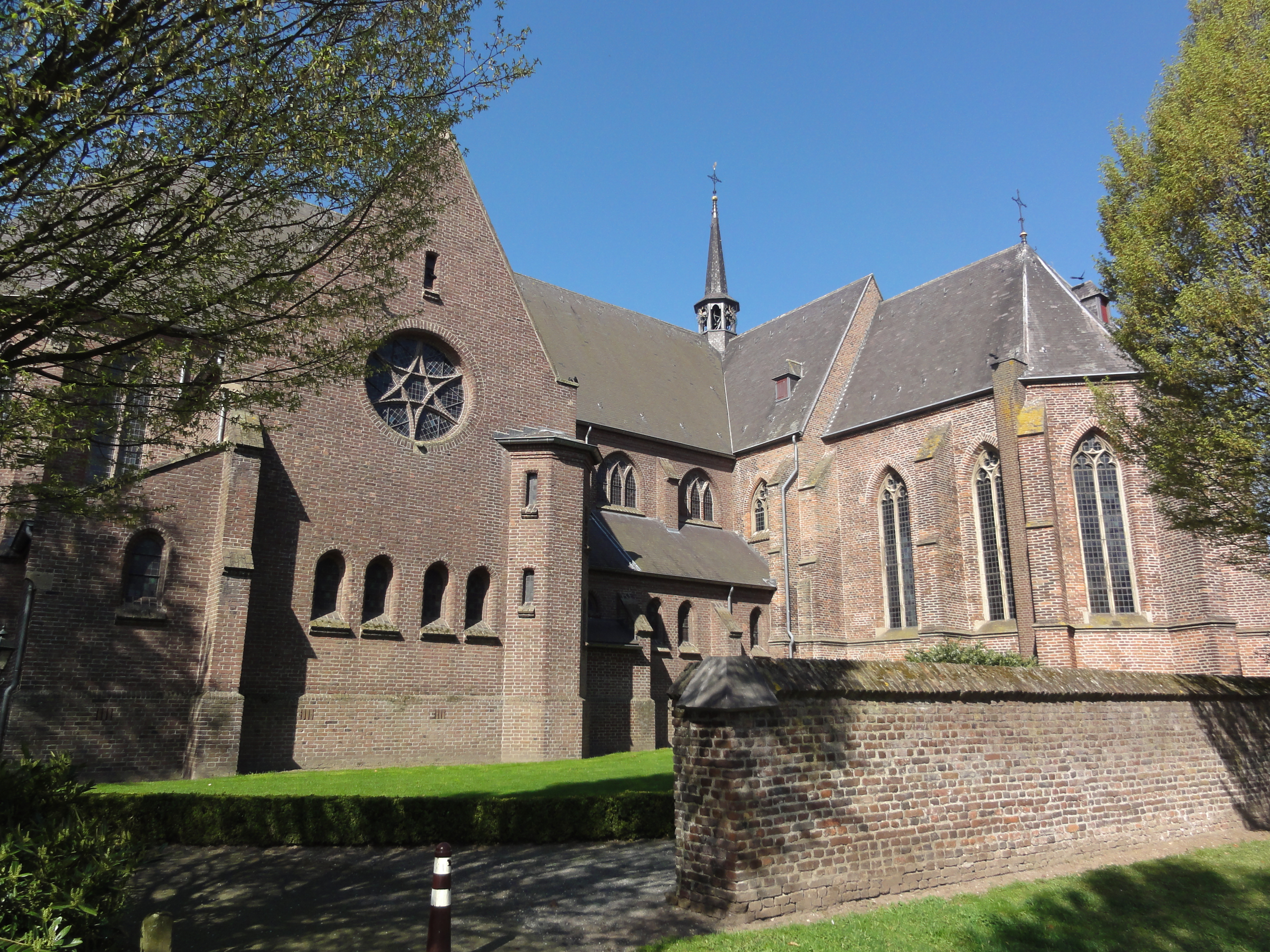
Onze-Lieve-Vrouw Geboortekerk

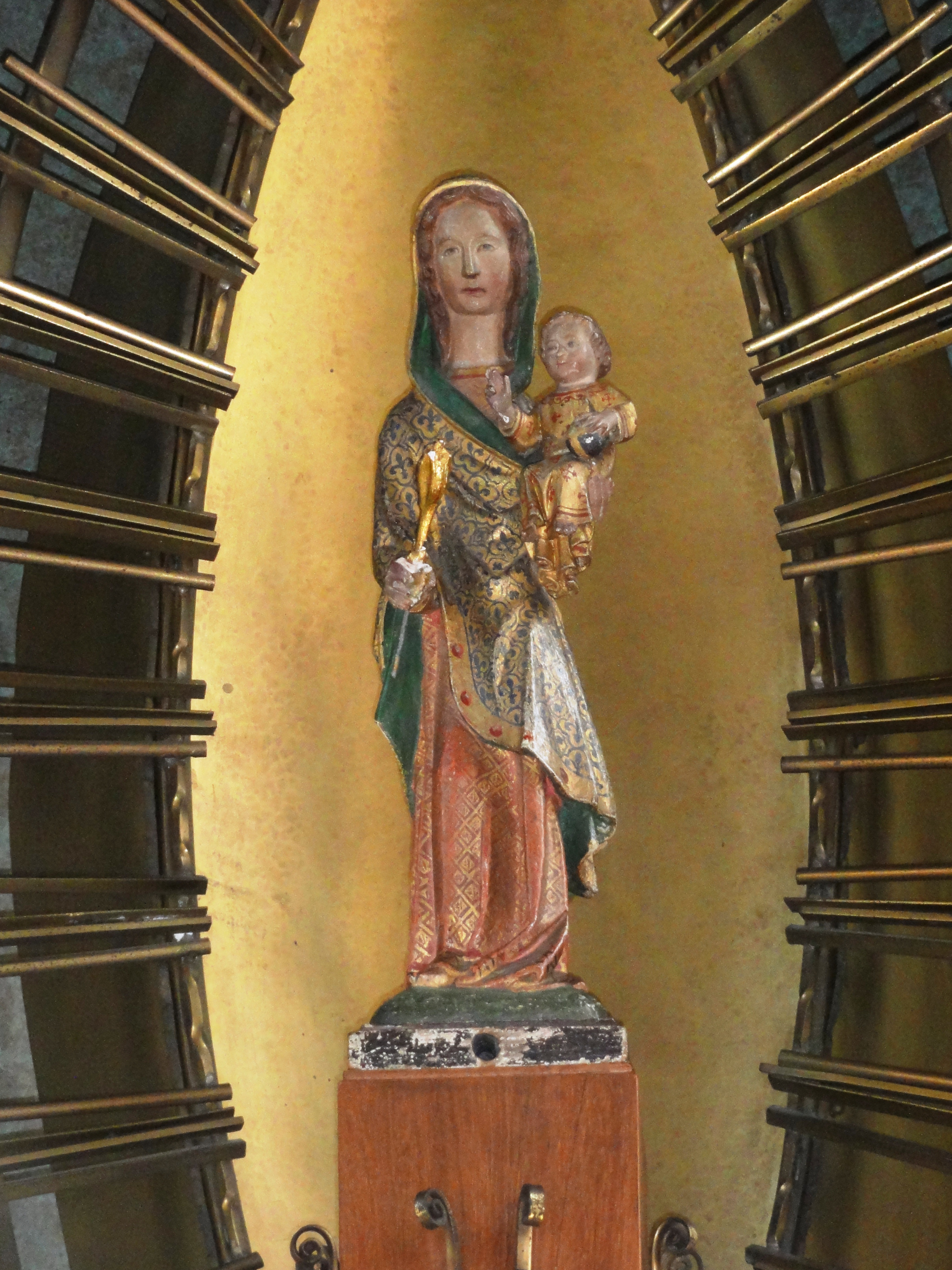
Onze-Lieve-Vrouw Behoudenis der Kranken

De Onze-Lieve-Vrouw Geboortekerk is de parochiekerk van Oostrum, gelegen aan Monseigneur Hanssenstraat 22. Het is een gekende bedevaartsoord waar de Onze-Lieve-Vrouw behoudenis der Kranken wordt vereerd, die in opdracht van Paus Leo XIII pauselijk werd gekroond.

## Geschiedenis
Mogelijk was er omstreeks 1300 al een romaanse kapel, de Mariakapel. Omstreeks 1400 werd een bakstenen eenbeukige kapel gebouwd in laatgotische stijl. Aan een toren werd toen begonnen, maar deze is pas afgebouwd in 1888. Architect was Jan Jorna.
Oostrum is lange tijd afhankelijk geweest van de Sint-Petrus' Bandenparochie te Venray. Pas in 1938 werd Oostrum een zelfstandige parochie, gewijd aan Onze-Lieve-Vrouw Geboorte.
Omdat de kerk te klein geworden was, werd in 1935-1936 een grote driebeukige kruisbasiliek tegen het oude schip aangebouwd. Het oude koor werd aldus een zijkapel en het schip een ingangsportaal. De nieuwgebouwde kerk, ontworpen door J. Coumans, is in neogotische stijl.
In 1944 werd de toren door de bezetter opgeblazen. De kerk werd in 1952-1953 hersteld en daarbij werd de toren niet meer herbouwd, maar de benedenbouw ervan kwam onder het dak van het oude schip. In plaats daarvan kwam er een achtkante dakruiter op het koor.

## Interieur
De nieuwe kerk heeft een interieur van schoon metselwerk, met kruisribgewelven. De oude kerk heeft enkele boeiende kraagstenen en sluitstenen die deels tot de 14e eeuw teruggaan. Verder bezit de kerk een 14e-eeuws Mariabeeld, een beeld van Christus die zijn wonden toont, uit het laatste kwart van de 15e eeuw, en een calvariegroep van omstreeks 1500. Het Mariabeeld, Onze Lieve Vrouw Behoudenis der Kranken, was het doel van bedevaarten.

## Bedevaart
De kapel bezat twee altaren, een hoofdaltaar, waar het Mariabeeldje stond, en een altaar gewijd aan het Heilig Kruis. Over het Mariabeeldje gaat de volgende legende:
Een boer vond in zijn vlasakker een Mariabeeldje en hoorde een stem: "Hier wil ik rusten". De boer nam het beeldje mee en beloofde een kapel te bouwen op die plaats wanneer zijn vlasoogst goed zou zijn. De volgende dag stond zijn vlas in volle bloei. De boer hield zijn woord en stichtte het kapelletje. Dit zou omstreeks 1350 plaatsgevonden hebben en daarna mondeling zijn overgeleverd.
De zusters van het nabijgelegen klooster Bethlehem mochten vanaf 1483 gebruik maken van de kapel mits die inwoonders van Oistenroij ende een ieder uyt devotie vry acces zal hebben totte zelve capelle. In 1599 werd voor het eerst melding gemaakt van een Mariaprocessie, waarbij het beeld door zes jonge Lieve Vrouwemeiden (bruidjes) werd rondgedragen. De Mariadevotie hield stand tot heden toe. 